# Dürrenstein (montagne)
Ne doit pas être confondu avec Dürnstein.
Le Dürrenstein est une montagne située en Basse-Autriche et l'une des plus hautes de la région. Elle s'élève à 1 878 m d'altitude.